# Antoni Puig
Antoni Puig Duran, conocido como Abad Baralleta (Llucmajor, Baleares, 1728 - Granada, 1773), fue un eclesiástico español.

## Biografía
Antoni Puig recibió su formación básica en Llucmajor donde aprendió latín. Posteriormente logró el grado de bachiller en filosofía en 1752 y el de doctor en teología en 1753 a la Universidad Luliana de Mallorca. En estos años de estudio fue organista de la parroquia de Llucmajor (1747-54). El 1754 se ordenó presbítero y el 1755 el rey Fernando VI le confirió una de las capellanías de Santa Ana de la Almudaina de Palma, y en 1771 una canonjía en la colegiata del Salvador de Granada. El 1772 fue designado abad de la colegiata de Olivares de Granada.
En 1963 fue proclamado hijo predilecto de la ciudad de Llucmajor.